# Svarthättad tangara
Svarthättad tangara (Stilpnia heinei) är en fågel i familjen tangaror inom ordningen tättingar. Den förekommer i bergsskogar i Sydamerika, från Colombia och Venezuela till norra Ecuador. Beståndet anses vara livskraftigt.

## Utseende
Svarthättad tangara är en liten tangara med tydliga dräktsskillnader mellan könen. Hanen är stålblå med mörkare vingar, havsgrönt på struppe och kind, streckat bröst och kontrasterande svart på hjässa och nacke. Honan är mestadels limegrön med ljusblått på huvud och bröst och endast en svag skuggning av hanens svarta hjässa.

## Utbredning och systematik
Fågeln förekommer i bergstrakter från norra Colombia till norra Venezuela och norra Ecuador. Den behandlas som monotypisk, det vill säga att den inte delas in i några underarter.

### Släktestillhörighet
Traditionellt placeras arten i släktet Tangara. Genetiska studier visar dock att släktet är polyfyletiskt, där en del av arterna står närmare släktet Thraupis. Dessa resultat har implementerats på olika sätt av de internationella taxonomiska auktoriteterna, där vissa expanderar Tangara till att även inkludera Thraupis, medan andra, som tongivande Clements et al., delar upp Tangara i mindre släkten. I det senare fallet lyfts svartkronad tangara med släktingar ut till släktet Stilpnia, och denna linje följs här.

## Levnadssätt
Svarthättad tangara hittas i subtropiska skogar, skogsbryn och trädgårdar i Anderna. Den ses födosöka aktivt i trädkronor, vanligen i par och ofta som en del av artblandade kringvandrande flockar. 

## Status
Arten har ett stort utbredningsområde och beståndet anses stabilt. Internationella naturvårdsunionen IUCN listar den därför som livskraftig (LC).

## Namn
Fågelns vetenskapliga artnamn hedrar den tyske ornitologen Ferdinand Heine (1809-1894).